# Devon Rex

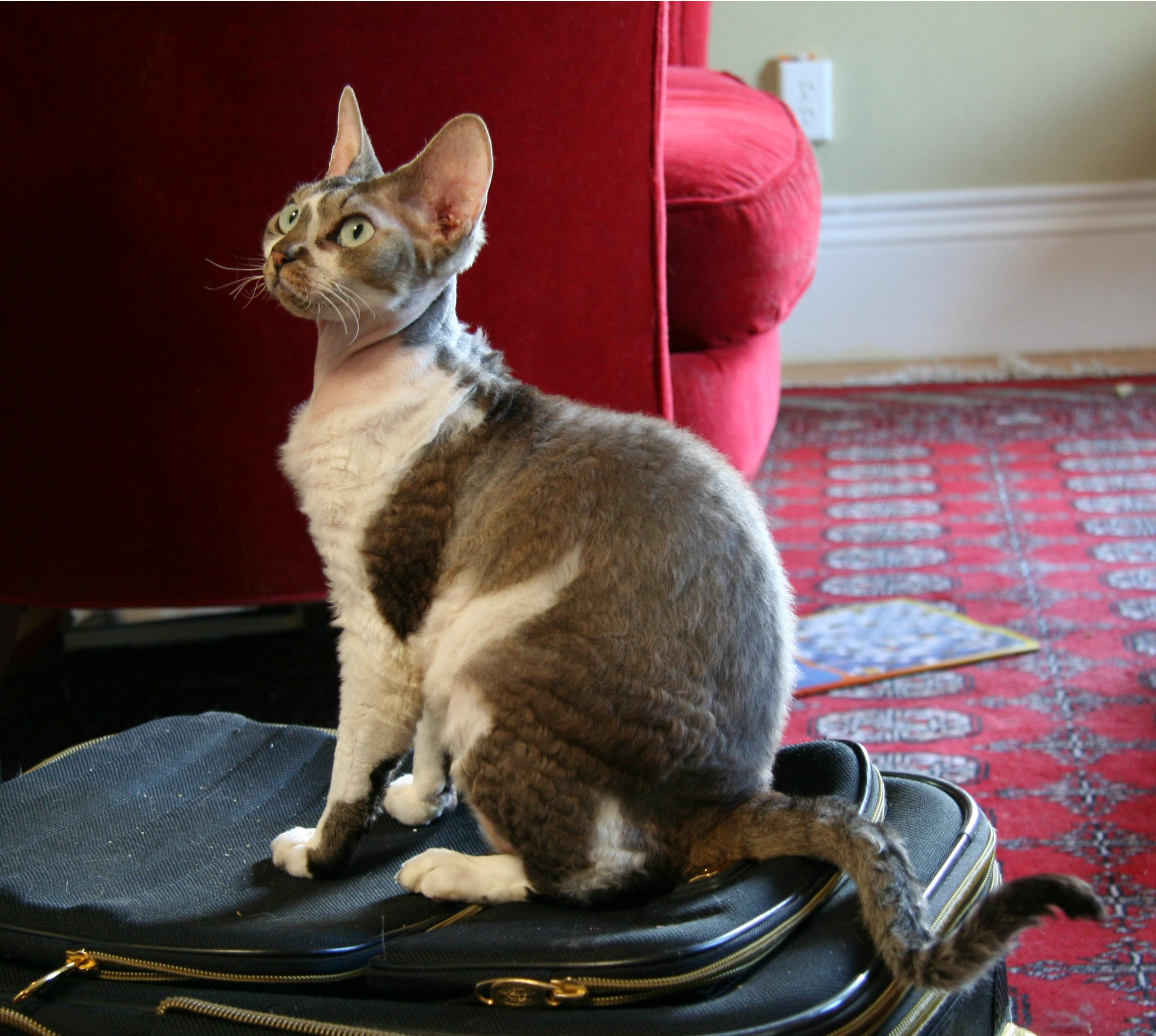

Devon Rex este numele unei rase de pisici. Este o pisică de dimensiune medie. Are o musculatură puternică și un corp compact. 
Sunt ușor de identificat datorită urechilor mari, ațintite ca de spiriduș. Au ochii mari, o privire curioasă și botul scurt. 
Pisicile Devon Rex sunt foarte prietenoase, atașate de oameni și ideale pentru persoanele ocupate întrucât sunt ușor de îngrijit. 

Clasificarea rasei: pisici cu părul scurt. Fac parte din categoria pisicilor Hipoalergenice.
Țara de origine: Anglia.
Speranța de viață: 9-15 ani.